# Madatyphlops madagascariensis
Madatyphlops madagascariensis — вид змій родини сліпунів (Typhlopidae). Ендемік Мадагаскару.

## Поширення і екологія
Madatyphlops madagascariensis відомі з типової місцевості, розташованої на острові Нусі-Бе. Вони живуть в тропічних лісах.